# Großer Preis von Spanien 1987
Der Große Preis von Spanien 1987 (offiziell XXIX Gran Premio de España) fand am 27. September auf dem Circuito Permanente de Jerez in Jerez de la Frontera statt und war das 13. Rennen der Formel-1-Weltmeisterschaft 1987.

## Berichte

### Hintergrund
Das Teilnehmerfeld wurde durch das erneute Antreten des Coloni-Teams wieder auf 28 Piloten erweitert.

### Training
Nelson Piquet qualifizierte sich mit dem Williams FW11B, der über eine aktive Radaufhängung verfügte, für die Pole-Position. Sein Teamkollege Nigel Mansell, der auf diese Zusatzausstattung verzichtete, belegte den zweiten Platz vor den beiden Ferrari von Gerhard Berger und Michele Alboreto. Ayrton Senna und Teo Fabi bildeten die dritte Startreihe vor Alain Prost und Thierry Boutsen.

### Rennen
Piquet setzte seine Pole-Position zwar zunächst in eine Führung um, wurde jedoch bereits vor dem Ende der ersten Runde von seinem Teamkollegen Mansell überholt, der sich fortan rasch einen Vorsprung verschaffte. Senna folgte auf dem dritten Rang vor den beiden Ferrari-Piloten.
Auch während seines Boxenstopps behielt Mansell seine Spitzenposition, wohingegen Piquet durch einen vergleichsweise schlechten Stopp hinter Senna und Prost zurückfiel. Kurz darauf drehte er sich im Zuge eines versuchten Überholmanövers gegen Prost, wodurch Alboreto und Boutsen ebenfalls an ihm vorbei gelangten.
Senna entschied sich wie bereits mehrfach in der Saison, das Rennen ohne zwischenzeitlichen Reifenwechsel zu absolvieren. Diese Taktik erwies sich in der Schlussphase als falsch, da der Brasilianer aufgrund von stark verschlissenen Reifen deutlich langsamer wurde und mehrere Positionen verlor.
Mansell siegte vor Prost und dessen Teamkollegen Stefan Johansson, bei dem die Strategie, auf den Boxenstopp zu verzichten, aufging. Vierter wurde Piquet vor Senna und Philippe Alliot.

## Meldeliste
| Team                           | Nr. | Fahrer             | Chassis        | Motor                         | Reifen |
| ------------------------------ | --- | ------------------ | -------------- | ----------------------------- | ------ |
| Marlboro McLaren International | 01  | Alain Prost        | McLaren MP4/3  | TAG/Porsche TTE PO1 1.5 V6t   | G      |
| Marlboro McLaren International | 02  | Stefan Johansson   | McLaren MP4/3  | TAG/Porsche TTE PO1 1.5 V6t   | G      |
| Data General Team Tyrrell      | 03  | Jonathan Palmer    | Tyrrell DG016  | Ford Cosworth DFZ 3.5 V8      | G      |
| Data General Team Tyrrell      | 04  | Philippe Streiff   | Tyrrell DG016  | Ford Cosworth DFZ 3.5 V8      | G      |
| Canon Williams Honda Team      | 05  | Nigel Mansell      | Williams FW11B | Honda RA167E 1.5 V6t          | G      |
| Canon Williams Honda Team      | 06  | Nelson Piquet      | Williams FW11B | Honda RA167E 1.5 V6t          | G      |
| Motor Racing Developments      | 07  | Riccardo Patrese   | Brabham BT56   | BMW M12/13 1.5 L4t            | G      |
| Motor Racing Developments      | 08  | Andrea de Cesaris  | Brabham BT56   | BMW M12/13 1.5 L4t            | G      |
| West Zakspeed Racing           | 09  | Martin Brundle     | Zakspeed 871   | Zakspeed 1500/4 1.5 L4t       | G      |
| West Zakspeed Racing           | 10  | Christian Danner   | Zakspeed 871   | Zakspeed 1500/4 1.5 L4t       | G      |
| Camel Team Lotus Honda         | 11  | Satoru Nakajima    | Lotus 99T      | Honda RA166E 1.5 V6t          | G      |
| Camel Team Lotus Honda         | 12  | Ayrton Senna       | Lotus 99T      | Honda RA166E 1.5 V6t          | G      |
| Team El Charro AGS             | 14  | Pascal Fabre       | AGS JH22       | Ford Cosworth DFZ 3.5 V8      | G      |
| Leyton House March Racing Team | 16  | Ivan Capelli       | March 871      | Ford Cosworth DFZ 3.5 V8      | G      |
| USF&G Arrows Megatron          | 17  | Derek Warwick      | Arrows A10     | Megatron M12/13 1.5 L4t       | G      |
| USF&G Arrows Megatron          | 18  | Eddie Cheever      | Arrows A10     | Megatron M12/13 1.5 L4t       | G      |
| Benetton Formula Ltd           | 19  | Teo Fabi           | Benetton B187  | Ford Cosworth GBA 1.5 V6 t    | G      |
| Benetton Formula Ltd           | 20  | Thierry Boutsen    | Benetton B187  | Ford Cosworth GBA 1.5 V6 t    | G      |
| Osella Squadra Corse           | 21  | Alex Caffi         | Osella FA1I    | Alfa Romeo 890T 1.5 V8t       | G      |
| Osella Squadra Corse           | 22  | Franco Forini      | Osella FA1I    | Alfa Romeo 890T 1.5 V8t       | G      |
| Minardi F1 Team                | 23  | Adrián Campos      | Minardi M187   | Motori Moderni 615-90 1.5 V6t | G      |
| Minardi F1 Team                | 24  | Alessandro Nannini | Minardi M187   | Motori Moderni 615-90 1.5 V6t | G      |
| Ligier Loto                    | 25  | René Arnoux        | Ligier JS29C   | Megatron M12/13 1.5 L4t       | G      |
| Ligier Loto                    | 26  | Piercarlo Ghinzani | Ligier JS29C   | Megatron M12/13 1.5 L4t       | G      |
| Scuderia Ferrari SpA SEFAC     | 27  | Michele Alboreto   | Ferrari F1/87  | Ferrari 033D 1.5 V6t          | G      |
| Scuderia Ferrari SpA SEFAC     | 28  | Gerhard Berger     | Ferrari F1/87  | Ferrari 033D 1.5 V6t          | G      |
| Larrousse Calmels              | 30  | Philippe Alliot    | Lola LC87      | Ford Cosworth DFZ 3.5 V8      | G      |
| Enzo Coloni Racing Car System  | 32  | Nicola Larini      | Coloni FC187   | Ford Cosworth DFZ 3.5 V8      | G      |

## Klassifikationen

### Qualifying
| Pos. | Fahrer             | Konstrukteur           | 1. Qualifikationstraining | 1. Qualifikationstraining | 2. Qualifikationstraining | 2. Qualifikationstraining | Start |
| Pos. | Fahrer             | Konstrukteur           | Zeit                      | Ø-Geschwindigkeit         | Zeit                      | Ø-Geschwindigkeit         | Start |
| ---- | ------------------ | ---------------------- | ------------------------- | ------------------------- | ------------------------- | ------------------------- | ----- |
| 01   | Nelson Piquet      | Williams-Honda         | 1:23,621                  | 181,591 km/h              | 1:22,461                  | 184,145 km/h              | 01    |
| 02   | Nigel Mansell      | Williams-Honda         | 1:23,081                  | 182,771 km/h              | 1:23,281                  | 182,332 km/h              | 02    |
| 03   | Gerhard Berger     | Ferrari                | 1:23,164                  | 182,589 km/h              | 1:25,250                  | 178,121 km/h              | 03    |
| 04   | Michele Alboreto   | Ferrari                | 1:24,192                  | 180,359 km/h              | 1:24,832                  | 178,998 km/h              | 04    |
| 05   | Ayrton Senna       | Lotus-Honda            | 1:25,162                  | 178,305 km/h              | 1:24,320                  | 180,085 km/h              | 05    |
| 06   | Teo Fabi           | Benetton-Ford          | 1:25,263                  | 178,094 km/h              | 1:24,523                  | 179,653 km/h              | 06    |
| 07   | Alain Prost        | McLaren-TAG-Porsche    | 1:24,596                  | 179,498 km/h              | 1:24,905                  | 178,845 km/h              | 07    |
| 08   | Thierry Boutsen    | Benetton-Ford          | 1:26,372                  | 175,807 km/h              | 1:25,295                  | 178,027 km/h              | 08    |
| 09   | Riccardo Patrese   | Brabham-BMW            | 1:26,639                  | 175,265 km/h              | 1:25,335                  | 177,943 km/h              | 09    |
| 10   | Andrea de Cesaris  | Brabham-BMW            | 1:31,981                  | 165,086 km/h              | 1:25,811                  | 176,956 km/h              | 10    |
| 11   | Stefan Johansson   | McLaren-TAG-Porsche    | 1:26,147                  | 176,266 km/h              | 1:26,147                  | 176,266 km/h              | 11    |
| 12   | Derek Warwick      | Arrows-Megatron        | 1:26,728                  | 175,085 km/h              | 1:26,882                  | 174,775 km/h              | 12    |
| 13   | Eddie Cheever      | Arrows-Megatron        | 1:27,062                  | 174,414 km/h              | 1:27,970                  | 172,613 km/h              | 13    |
| 14   | René Arnoux        | Ligier-Megatron        | 1:28,241                  | 172,083 km/h              | 1:28,362                  | 171,848 km/h              | 14    |
| 15   | Philippe Streiff   | Tyrrell-Ford           | 1:28,970                  | 170,673 km/h              | 1:28,330                  | 171,910 km/h              | 15    |
| 16   | Jonathan Palmer    | Tyrrell-Ford           | 1:28,353                  | 171,865 km/h              | 1:28,426                  | 171,723 km/h              | 16    |
| 17   | Philippe Alliot    | Lola-Ford              | 1:29,147                  | 170,334 km/h              | 1:28,361                  | 171,850 km/h              | 17    |
| 18   | Satoru Nakajima    | Lotus-Honda            | 1:28,776                  | 171,046 km/h              | 1:28,367                  | 171,838 km/h              | 18    |
| 19   | Ivan Capelli       | March-Ford             | 1:28,477                  | 171,624 km/h              | 1:28,694                  | 171,204 km/h              | 19    |
| 20   | Martin Brundle     | Zakspeed               | 1:28,876                  | 170,854 km/h              | 1:28,597                  | 171,392 km/h              | 20    |
| 21   | Alessandro Nannini | Minardi-Motori Moderni | 1:28,823                  | 170,956 km/h              | 1:28,602                  | 171,382 km/h              | 21    |
| 22   | Christian Danner   | Zakspeed               | 1:30,325                  | 168,113 km/h              | 1:28,667                  | 171,256 km/h              | 22    |
| 23   | Piercarlo Ghinzani | Ligier-Megatron        | 1:29,663                  | 169,354 km/h              | 1:29,066                  | 170,489 km/h              | 23    |
| 24   | Adrián Campos      | Minardi-Motori Moderni | 1:29,538                  | 169,591 km/h              | 1:30,204                  | 168,338 km/h              | 24    |
| 25   | Pascal Fabre       | AGS-Ford               | 1:32,490                  | 164,178 km/h              | 1:30,694                  | 167,429 km/h              | 25    |
| 26   | Nicola Larini      | Coloni-Ford            | 1:31,319                  | 166,283 km/h              | 1:30,982                  | 166,899 km/h              | 26    |
| DNQ  | Alex Caffi         | Osella-Alfa Romeo      | 1:31,284                  | 166,347 km/h              | 1:31,069                  | 166,740 km/h              | –     |
| DNQ  | Franco Forini      | Osella-Alfa Romeo      | 1:34,723                  | 160,307 km/h              | 1:35,572                  | 158,883 km/h              | –     |

### Rennen
| Pos. | Fahrer             | Konstrukteur           | Runden | Stopps | Zeit        | Start | Schnellste Runde |
| ---- | ------------------ | ---------------------- | ------ | ------ | ----------- | ----- | ---------------- |
| 01   | Nigel Mansell      | Williams-Honda         | 72     | 1      | 1:49:12,692 | 02    | 1:28,444         |
| 02   | Alain Prost        | McLaren-TAG-Porsche    | 72     | 1      | + 22,225    | 07    | 1:27,459         |
| 03   | Stefan Johansson   | McLaren-TAG-Porsche    | 72     | 0      | + 30,818    | 11    | 1:28,133         |
| 04   | Nelson Piquet      | Williams-Honda         | 72     | 2      | + 31,450    | 01    | 1:27,108         |
| 05   | Ayrton Senna       | Lotus-Honda            | 72     | 0      | + 1:13,507  | 05    | 1:30,088         |
| 06   | Philippe Alliot    | Lola-Ford              | 71     | 0      | + 1 Runde   | 17    | 1:30,365         |
| 07   | Philippe Streiff   | Tyrrell-Ford           | 71     | 0      | + 1 Runde   | 15    | 1:31,279         |
| 08   | Eddie Cheever      | Arrows-Megatron        | 70     | 0      | DNF         | 13    | 1:29,934         |
| 09   | Satoru Nakajima    | Lotus-Honda            | 70     | 0      | + 2 Runden  | 18    | 1:31,228         |
| 10   | Derek Warwick      | Arrows-Megatron        | 70     | 0      | + 2 Runden  | 12    | 1:31,105         |
| 11   | Martin Brundle     | Zakspeed               | 70     | 1      | + 2 Runden  | 20    | 1:31,373         |
| 12   | Ivan Capelli       | March-Ford             | 70     | 2      | + 2 Runden  | 19    | 1:30,407         |
| 13   | Riccardo Patrese   | Brabham-BMW            | 68     | 0      | + 4 Runden  | 09    | 1:27,150         |
| 14   | Adrián Campos      | Minardi-Motori Moderni | 68     | 0      | + 4 Runden  | 24    | 1:33,503         |
| 15   | Michele Alboreto   | Ferrari                | 67     | 0      | DNF         | 04    | 1:27,738         |
| 16   | Thierry Boutsen    | Benetton-Ford          | 66     | 0      | DNF         | 08    | 1:28,299         |
| –    | Gerhard Berger     | Ferrari                | 62     | 0      | DNF         | 03    | 1:26,986         |
| –    | Jonathan Palmer    | Tyrrell-Ford           | 55     | 0      | DNF         | 16    | 1:30,514         |
| –    | René Arnoux        | Ligier-Megatron        | 55     | 0      | DNF         | 14    | 1:32,650         |
| –    | Christian Danner   | Zakspeed               | 50     | 2      | DNF         | 22    | 1:32,074         |
| –    | Alessandro Nannini | Minardi-Motori Moderni | 45     | 0      | DNF         | 21    | 1:30,722         |
| –    | Teo Fabi           | Benetton-Ford          | 40     | 0      | DNF         | 06    | 1:29,319         |
| –    | Andrea de Cesaris  | Brabham-BMW            | 26     | 0      | DNF         | 10    | 1:30,670         |
| –    | Piercarlo Ghinzani | Ligier-Megatron        | 24     | 0      | DNF         | 23    | 1:32,604         |
| –    | Pascal Fabre       | AGS-Ford               | 10     | 0      | DNF         | 25    | 1:35,672         |
| –    | Nicola Larini      | Coloni-Ford            | 8      | 0      | DNF         | 26    | 1:33,108         |

## WM-Stände nach dem Rennen
Die ersten sechs des Rennens bekamen 9, 6, 4, 3, 2 bzw. 1 Punkt(e).  In der Fahrerwertung wurden die besten elf Resultate, in der Konstrukteurswertung alle Resultate gewertet.

### Fahrerwertung
| Pos. | Fahrer            | Konstrukteur        | Punkte |
| ---- | ----------------- | ------------------- | ------ |
| 01   | Nelson Piquet     | Williams-Honda      | 70     |
| 02   | Nigel Mansell     | Williams-Honda      | 52     |
| 03   | Ayrton Senna      | Lotus-Honda         | 51     |
| 04   | Alain Prost       | McLaren-TAG-Porsche | 46     |
| 05   | Stefan Johansson  | McLaren-TAG-Porsche | 26     |
| 06   | Gerhard Berger    | Ferrari             | 18     |
| 07   | Thierry Boutsen   | Benetton-Ford       | 10     |
| 08   | Teo Fabi          | Benetton-Ford       | 10     |
| 09   | Michele Alboreto  | Ferrari             | 8      |
| 10   | Satoru Nakajima   | Lotus-Honda         | 6      |
| 11   | Eddie Cheever     | Arrows-Megatron     | 5      |
| 12   | Andrea de Cesaris | Brabham-BMW         | 4      |
| 13   | Jonathan Palmer   | Tyrrell-Ford        | 4      |
| 14   | Philippe Streiff  | Tyrrell-Ford        | 4      |
| 15   | Derek Warwick     | Arrows-Megatron     | 3      |

| Pos. | Fahrer             | Konstrukteur           | Punkte |
| ---- | ------------------ | ---------------------- | ------ |
| 16   | Riccardo Patrese   | Brabham-BMW            | 2      |
| 17   | Martin Brundle     | Zakspeed               | 2      |
| 18   | Philippe Alliot    | Lola-Ford              | 2      |
| 19   | René Arnoux        | Ligier-Megatron        | 1      |
| 20   | Ivan Capelli       | March-Ford             | 1      |
| 21   | Christian Danner   | Zakspeed               | 0      |
| 22   | Piercarlo Ghinzani | Ligier-Megatron        | 0      |
| 23   | Pascal Fabre       | AGS-Ford               | 0      |
| 24   | Alessandro Nannini | Minardi-Motori Moderni | 0      |
| 25   | Alex Caffi         | Osella-Alfa Romeo      | 0      |
| 26   | Adrián Campos      | Minardi-Motori Moderni | 0      |
| –    | Gabriele Tarquini  | Osella-Alfa Romeo      | 0      |
| –    | Franco Forini      | Osella-Alfa Romeo      | 0      |
| –    | Nicola Larini      | Coloni-Ford            | 0      |

### Konstrukteurswertung
| Pos. | Konstrukteur        | Punkte |
| ---- | ------------------- | ------ |
| 01   | Williams-Honda      | 122    |
| 02   | McLaren-TAG-Porsche | 72     |
| 03   | Lotus-Honda         | 57     |
| 04   | Ferrari             | 26     |
| 05   | Benetton-Ford       | 20     |
| 06   | Tyrrell-Ford        | 8      |
| 07   | Arrows-Megatron     | 8      |
| 08   | Brabham-BMW         | 6      |

| Pos. | Konstrukteur           | Punkte |
| ---- | ---------------------- | ------ |
| 09   | Zakspeed               | 2      |
| 10   | Lola-Ford              | 2      |
| 11   | Ligier-Megatron        | 1      |
| 12   | March-Ford             | 1      |
| 13   | AGS-Ford               | 0      |
| 14   | Minardi-Motori Moderni | 0      |
| 15   | Osella-Alfa Romeo      | 0      |
| –    | Coloni-Ford            | 0      |